# Yu-Gi-Oh! Go Rush!!
Yu-Gi-Oh! Go Rush!! (遊☆戯☆王ゴーラッシュ！！ Yū-Gi-Ō Gōrasshu!!, Eigenschreibweise Yu-Gi-Oh! GO RUSH) ist eine japanische Anime-Serie aus dem Jahr 2022, die bei Studio Bridge entstand. Es ist nach Yu-Gi-Oh! Sevens die achte Nachfolgeserie im Yu-Gi-Oh!-Franchise.

## Inhalt
In Mutsuba-Cho wurde das Rush Duell erfunden. Yuhi und Yuamu führen die UTS an. Die beiden Geschwister stoßen auf einen Außerirdischen namens Yudias, der auf die Erde kam, um das Rush Duell zu erlernen. Yudias' Freunde wurden vom Sternesystem verdrängt, weswegen Yudias Hilfe von Yuhi und Yuamu braucht.

## Produktion und Veröffentlichung
Die Serie entstand bei Studio Bridge unter der Regie von Nobuhiro Kondo. Das Charakterdesign entwarfen Hiromi Matsushita und Kazuko Tadano.
Der Anime startete seine Ausstrahlung am 3. April 2022 bei TV Tokyo.

## Synchronisation
| Rolle          | japanischer Sprecher (Seiyū) |
| -------------- | ---------------------------- |
| Yudias Velgear | Arthur Lounsbery             |
| Yuhi Ohdo      | Toshiki Kumagai              |
| Yuamu Ohdo     | Koko Fukushima               |
| Zwijo          | Takuya Eguchi                |
| Manabu Sogetsu | Natsuki Hanae                |
| Nyandestar     | Fairouz Ai                   |

## Manga
Am 3. März 2022 wurde bekannt gegeben, dass Yu-Gi-Oh! Go Rush!! einen Manga-Adaption in Saikyo Jump erhält. Es wurde von Sugita Naoya geschrieben und gezeichnet, der am 4. April 2022 veröffentlicht wurde.